# 316010 Daviddubey
316010 Daviddubey este o planetă minoră (asteroid) din centura de asteroizi. A fost descoperită pe 19 martie 2009 la Mayhill⁠(d) de Norman Falla⁠(d). 
Obiectul prezintă o orbită caracterizată de o semiaxă mare de 2,2232101421849 UAi, o excentricitate de 0,23, o înclinație de 6,3 ° în raport cu ecliptica.